# Chiostro di Materdei

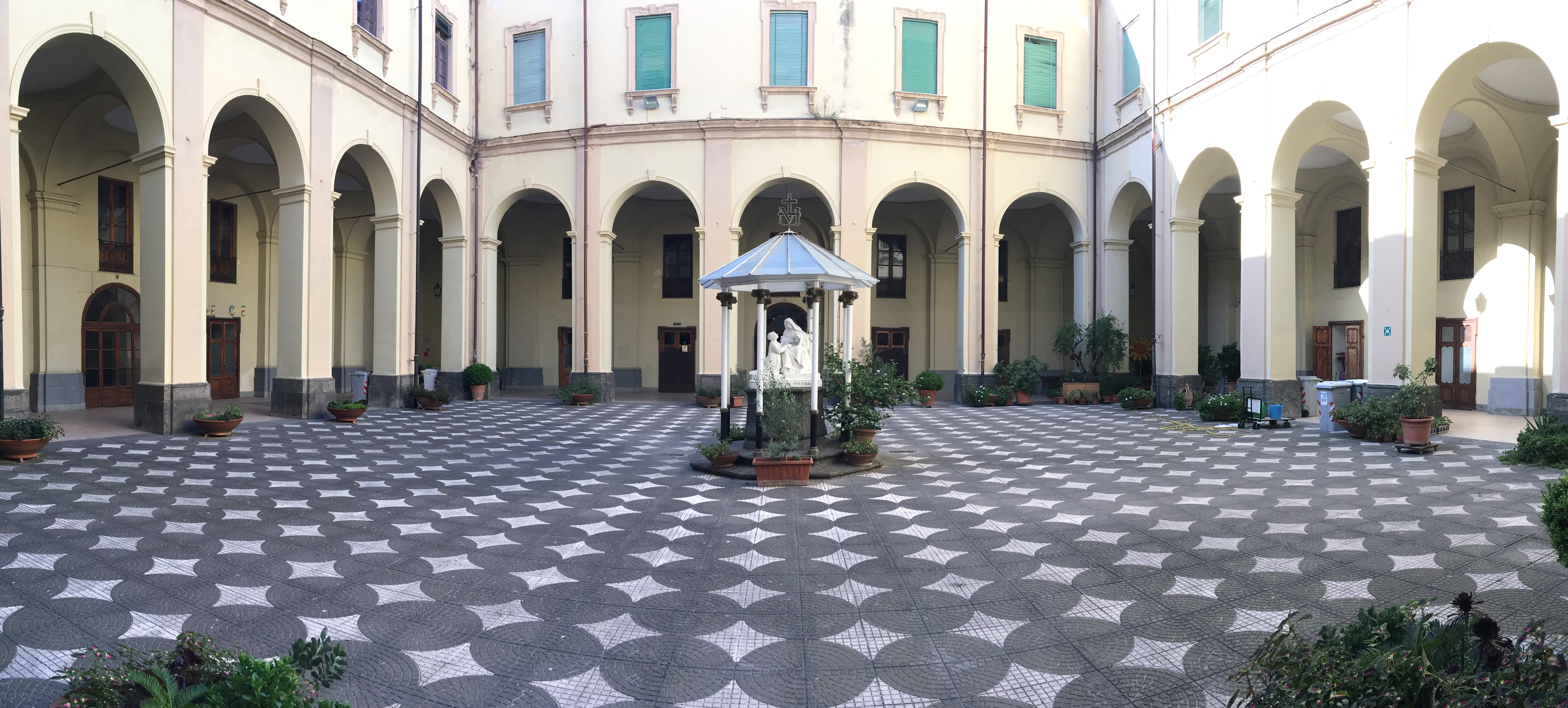
Complesso di Santa Maria di Materdei, il chiostro.

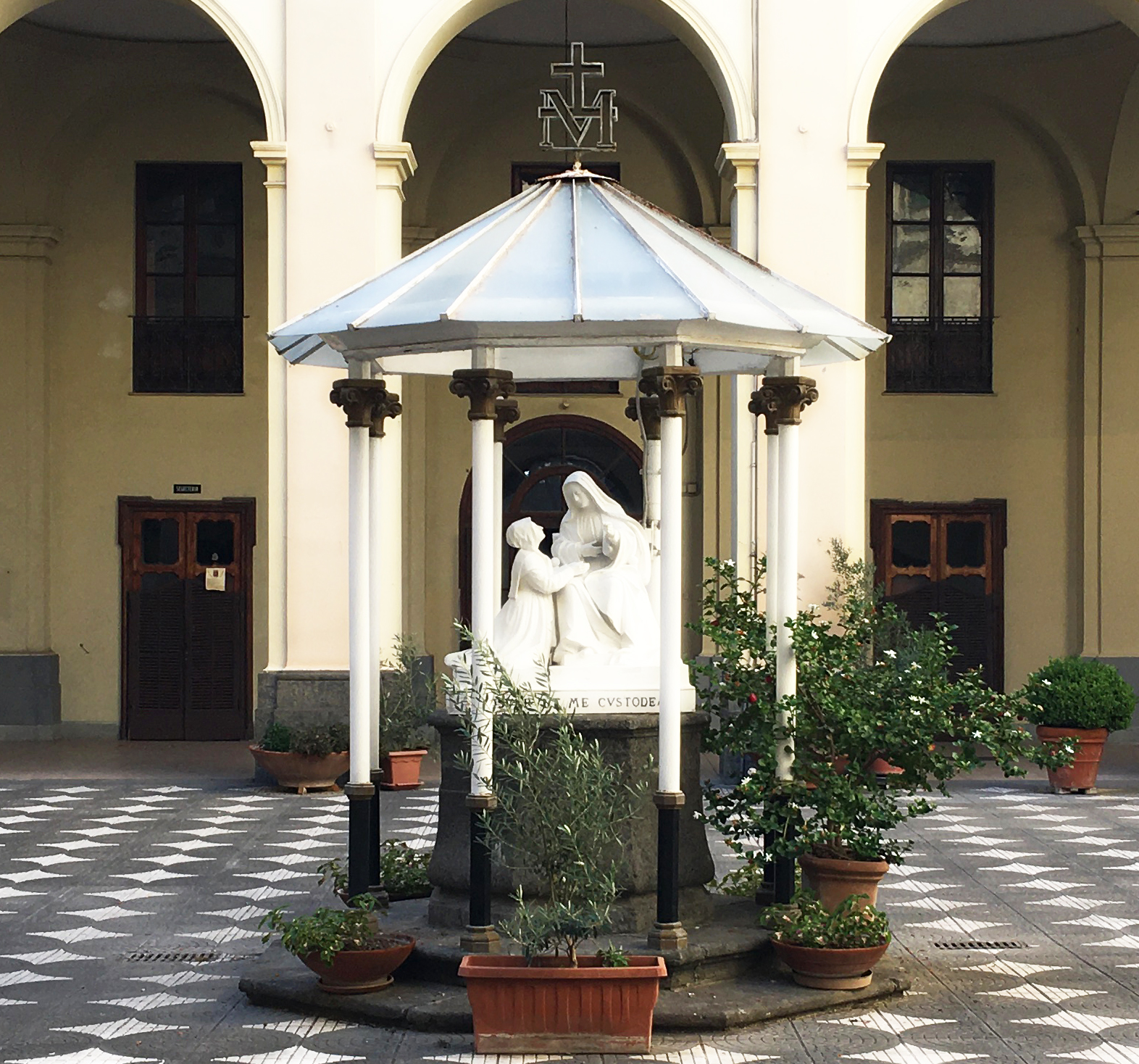
Pozzo in piperno posto nel cortile del chiostro a Materdei

Il Chiostro di Materdei è un chiostro monumentale di Napoli, collocato nell'omonimo rione, alla Calata delle Fontanelle.
Di epoca settecentesca, è a pianta quadrata con sei arcate per lato. Antitetico a quello di Santa Chiara per la sua austerità, il chiostro è forse uno dei pochi esempi di architettura claustrale giunto a noi quasi intatto, grazie alla cura delle monache stanziatesi qui dopo la prima soppressione.
Da ammirare è la soluzione delle volte a cupola e il pozzale in piperno.
Costruito nelle vicinanze della chiesa, fu affidato ai Padri Serviti che lo tennero fino alla prima soppressione. Espulsi i padri divenne per breve tempo una caserma e successivamente fu acquistato dalle religiose.
Durante il governo borbonico venne acquistato dalle "Figlie della Carità", che lo destinarono a educandato femminile. 
Attualmente è sede dell'istituto scolastico che prende il nome delle monache che vi risiedono. 